# Hans von Tschammer und Osten
Hans von Tschammer und Osten (25 de octubre de 1887, Dresde, Imperio alemán - Berlín, Tercer Reich, 25 de marzo de 1943) fue un oficial deportivo alemán, líder de las SA y miembro del Reichstag por el Partido Nacionalsocialista de la Alemania nazi.
Hans von Tschammer und Osten dirigió la Oficina Alemana de Deportes Deutscher Reichsausschuss für Leibesübungen (DRA) "Comisión alemana del Reich para el Ejercicio Físico" después del ascenso al poder de Hitler en 1933. En julio del mismo año, Hans von Tschammer tomó el título de Reichssportführer, "Líder deportivo del Reich", y toda la esfera deportiva en Alemania quedó bajo su control. Reestableció la organización que lideró, transformándola en el órgano rector deportivo del Tercer Reich, Deutscher Reichsbund für Leibesübungen (DRL) "Liga Deportiva del Reich Alemán". En 1937 pasó a llamarse Nationalsozialistischer Reichsbund für Leibesübungen "Liga/Federación Deportiva Nacional-Socialista del Reich Alemán". von Tschammer ocupó el puesto de alto perfil del Reichssportführer hasta su muerte en 1943.
El nombre de la DFB-Pokal, hoy, Deutscher Fußball-Bund-Pokal "Copa-Federación de Fútbol Alemana", disputado por primera vez en la temporada 1934-1935 durante el mandato de von Tschammer como Reichssportführer, era conocido como Hans von Tschammer und Osten-Pokal ("Tschammerpokal") hasta que se jugó por última vez en la Alemania nazi en 1943. Muchas otras mejoras innovadoras con respecto a la organización de eventos deportivos que presentó el formidable órgano deportivo Reich de von Tschammer, como el relevo de la antorcha olímpica, todavía están en uso hoy en día.

## Biografía

### Orígenes y primeros años
Hans von Tschammer und Osten nació en una familia de nobles terratenientes. Después de recibir una educación tradicional de clase alta. En 1907 se graduó del Cuerpo de Cadetes de Dresde y se alistó en el 6.º Regimiento de Infantería Real Sajona estacionado en Estrasburgo. Combatió en la Primera Guerra Mundial como ayudante. El 4 de octubre de 1914, resultó gravemente herido en el antebrazo, lo que condujo a una parálisis permanente de la mano derecha. Luego fue herido nuevamente en Bélgica. Desde principios de 1916, fue ayudante del gobierno de la provincia de Limburgo, y desde mediados de ese año se convirtió en teniente al mando del 3er Ejército. El 1 de octubre de 1917 fue transferido al puesto principal como oficial de enlace bajo el Jefe del Estado Mayor. Después del final de la guerra, Tschammer und Osten sirvió en el Ministerio de Guerra de Sajonia hasta mediados de 1919. En 1920 alquiló la finca Klein-Desai, que operaba de manera independiente; En 1926, el contrato de arrendamiento se amplió. Durante la República de Weimar, en 1922 se convirtió en político, inicialmente se hizo en miembro de la Orden Nacionalista alemana Molodon y, a fines de 1929, se unió al NSDAP. En las filas del partido nacionalsocialista Tschammer und Osten fue promovido a la sede del "Centro Grupo SA" en Dresde. Avanzó rápidamente, en enero de 1931, liderando el 103.º Regimiento de California en Saxon Lausitz. En 1932 fue ascendido al rango de Gruppenführer del Grupo Central (Dessau). Más tarde fue miembro del Reichstag. Posteriormente von Tschammer fue nombrado Reichskommissar für Turnen und Sport (Comisionado de Gimnasia y Deportes del Reich) de la Oficina Alemana de Deportes Deutscher Reichsausschuss für Leibesübungen (DRA) el 19 de julio de 1933. Aunque había sido una figura relativamente desconocida en el deporte alemán, von Tschammer vio como su objetivo el uso del deporte "para mejorar la moral y la productividad de los trabajadores alemanes". Las habilidades deportivas se convirtieron en un criterio para la graduación escolar, así como una calificación necesaria para ciertos trabajos y admisión a las universidades.

### Reichssportführer
Después de la subida de Adolf Hitler al poder, von Tschammer disolvió el DRA, calificado como una "entidad burguesa judía", el 5 de mayo de 1933 (oficialmente el 10 de mayo) y lo restableció como una organización de orientación nacionalsocialista, el Deutscher Reichsbund für Leibesübungen (DRL).
von Tschammer fue un activo y capaz promotor de deportes en la Alemania nazi. Instituyó la actual Copa de la Federación Alemana de Fútbol. También encargó la publicación de Sport und Staat (Deportes y Estado), un enorme informe de propaganda nacionalsocialista cuatro volúmenes sobre las actividades deportivas organizadas en el Tercer Reich. Sport und Staat fue realizada por Arno Breitmeyer y el fotógrafo personal de Hitler, Heinrich Hoffmann. Este trabajo lujosamente ilustrado tenía muchas imágenes e información sobre las diversas organizaciones del NSDAP, es decir SA, NSKK, Bund Deutscher Mädel, Hitlerjugend, etc. Impreso en 1934 por la editorial de los Fondos Alemanes de Ayuda Deportiva, una rama del DRL, solo se publicaron el volumen uno y dos de una serie planificada de cuatro volúmenes.
Los objetivos de la promoción del deporte en el Tercer Reich incluían fortalecer el espíritu de todos los alemanes y hacer sentir a los ciudadanos alemanes que eran parte de un propósito nacional más amplio. Esto estaba en línea con los ideales de Friedrich Ludwig Jahn, el "Padre de los ejercicios físicos", que conectó el acero del propio cuerpo con un espíritu saludable y promovió la idea de una Alemania unificada y fuerte. Un objetivo más controvertido fue la demostración de la superioridad física aria. Hans von Tschammer und Osten disfrutó de los festivales deportivos nazis en los que tuvo un gran interés como organizador. Aparece a menudo como espectador en traje blanco durante las exhibiciones masivas de boato nacionalsocialista.

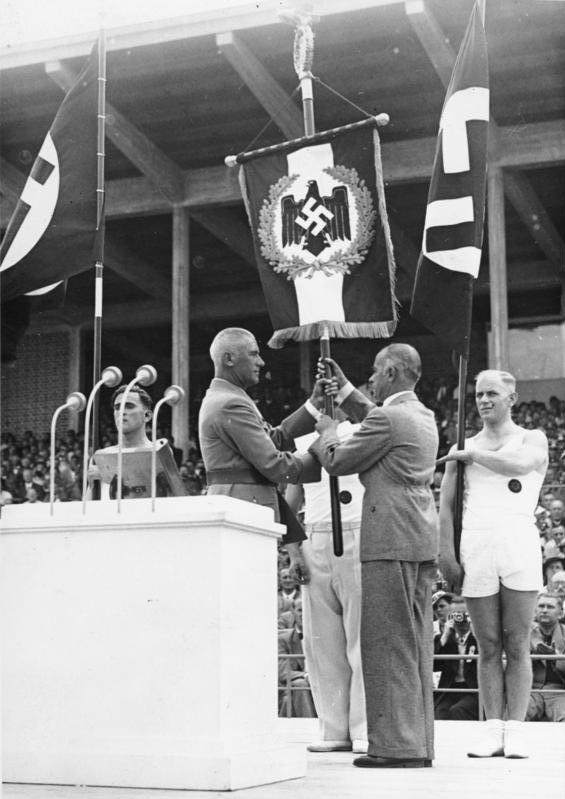
Hans von Tschammer und Osten y Wilhelm Frick en el Deutsches Turn- und Sportfest en 1938.

Los Juegos Olímpicos de verano en Berlín se celebraron durante el mandato de von Tschammer como Reichssportführer. Jugó un papel importante en la estructura y organización de los Juegos Olímpicos junto con Carl Diem, quien fue el exsecretario del Deutscher Reichsausschuss für Leibesübungen (DRA). Von Tschammer confió la organización de los Cuarto Juegos Olímpicos de Invierno en Garmisch-Partenkirchen a Karl Ritter von Halt, a quien nombró Presidente del Comité para la organización de los juegos. Posteriormente, los historiadores culparían a von Tschammer por imponer una prohibición a los no arios en el equipo olímpico de Alemania, un hecho que fue condenado internacionalmente como una violación del código ético olímpico. Pero es dudoso que él fuera el único de los líderes de NSRL detrás de esa decisión.
A pesar de su importante papel en los Juegos Olímpicos y en el mundo de los deportes de su tiempo, von Tschammer nunca se convirtió en miembro del Comité Olímpico Internacional (COI), una publicación que ansiaba. En 1937, Karl Ritter von Halt fue elegido como miembro del Comité Ejecutivo del COI en lugar de él. La influencia de Von Tschammer dentro del Partido Nacionalsocialista también comenzó a erosionarse rápidamente hacia fines de la década de 1930 a pesar de ser un líder nacionalsocialista de primer nivel. Los preparativos de guerra harían disminuir la influencia del deporte en el Tercer Reich a favor del militarismo.

### Muerte
Hans von Tschammer und Osten, sin embargo, nunca vería el final de la organización que había dirigido durante tanto tiempo. Tampoco vería a Alemania perder la Segunda Guerra Mundial, porque murió de neumonía en Berlín en 1943. Los bienes que dejó atrás fueron insignificantes para un hombre de su posición. von Tschammer fue sucedido como Reichssportführer por Arno Breitmeyer.

## Premios
- Cruz de Hierro, 1.ª y 2.ª clase.
- Orden del Mérito Sajón, 2.ª clase con espadas.
- Orden de Albrecht, 2.ª clase con espadas.
- Orden de Federico Württemberg, 2.ª clase con espadas.